# قتل يوم (مقاطعة دلفان)
قتل يوم (بالفارسية: قتل یوم) هي قرية تقع في قسم ايتيوند الشمالي الريفي (مقاطعة دلفان) في إيران. يقدر عدد سكانها بـ 36 نسمة بحسب إحصاء 2016.